# シュターデ
シュターデ（ドイツ語: Stade、ドイツ語発音: [ˈʃtːdə] ( 音声ファイル)、低地ドイツ語: Stood）は、ドイツ連邦共和国ニーダーザクセン州のシュターデ郡の郡庁所在地である。ハンブルクの西約45kmのアルテス・ラント辺縁部で、シュヴィンゲ川に面して位置しており、ハンブルク大都市圏に含まれる。エルベ川南西岸までは約4kmの距離にある。

## 地理

### 位置
シュターデは、シュヴィンゲ川沿いのアルテス・ラントとケーディンゲンとの間、エルベから遠くない場所に位置している。土壌は主に「エルプマルシェン」と呼ばれる平原湿地で、一部に元々の湿原が遺されている。この都市は「シュターダー・ゲースト」と呼ばれるゲースト（氷河谷に砂が堆積してできた地形）の跡にある。

シュターデの平均降水量

### 気候
年間降水量は 778 mm で、ドイツの平均降水量とほぼ同レベルである。最も乾燥している月は2月、湿潤な月は7月である7月の降水量は2月のそれの2倍を超える。月によって降水量は大きく変動する。

### 市の構成
シュターデは元来の都市部の他、ビュッツフレート（アベンフレート、ビュッツフレーターモーア、ゲッツドルフを含む）、ハードドルフ、ハーゲン（シュタインベックを含む）、ヴィーペンカーテンの4つの地区から成る。これらの地区はそれぞれ固有の自治会を組織している。

### 市区
歴史的な中心はシュヴィンゲ川の中州にある堀を巡らせた防衛施設であった。19世紀末、防衛施設が緑地に造り替えられると街は街道沿いに拡大していった。たとえば、北にケーゲンガートーアス・フォアシュタット、南にホーエントーアス・フォアシュタット、西にシッファートーアス・フォアシュタットが建設され、1960年代にはアルトレンダー街区が東に造られた。アルトレンダー街は、2007年にドイツで最も監視カメラが多い地区として連邦全土で知られるようになった。南のカンペ、クライン・ツン、グロース・ツン、バルゲ、ラインスフェルデ、南西のハーレ、ハードドルフ、西のホーエンヴェーデルといった市区は、かつては農村だった地区で、シュターデの拡大によって取り込まれたものである。クライン・ツンとホーエントーアス・フォアシュタットとの間にあるリュッケは、コーペンカンプの入植地とつながっている。これらは、それぞれ異なったタイプの活気ある住宅地となっている。オッテンベック区は1990年代末に旧ホン・ゲーベン兵舎跡に造られた地区である。

### 近隣市町村
| ドロホターゼン (13km) クックスハーフェン (58km) | グリュックシュタット (21km)                            | エターゼン (15km) エルムスホルン (20km) イツェホー (36km) |
| ブレーマーハーフェン (59km)                     |                                                        | ヴェーデル (15km) ハンブルク (34km)                       |
| ブレーマーフェルデ (25km) ツェーフェン (36km)   | ハルゼフェルト (16km) ローテンブルク (ヴュンメ) (70km) | ヨルク (15km) ブクステフーデ (20km)                       |

距離はいずれも直線距離である。

## 歴史

### 都市の創設
シュターデは北ドイツで最も古い都市の一つである。紀元前1000年頃にはすでにシュターデ付近に最初の入植地がやって来た。その後、650年頃に現在の旧市街から南西4kmの位置に、港を持ち、防衛施設を備えた最初の集落が造られた。この砦はしばしば「スウェーデン砦」と誤って呼ばれるが、実際には中世初期に建設された北ドイツで最も古い城郭施設であった。この城は理由は分かっていないが、800年頃に放棄され、エルベ氷河谷に突き出した、交通の便の良いゲースト台地に移された。これが現在の街の萌芽となったのである。
13世紀になるまでシュターデは、クックスハーフェンとハールブルクとの間で唯一の天然港であり、戦力上重要なエルベ川の渡渉地点であった。交易品はユトラント半島のオクゼンヴェクからシュレスヴィヒ＝ホルシュタインを経由してイツェホーからエルベ川対岸のシュターデに運ばれ、ここからパーダーボルンおよびハノーファーへの2つの交易路が延びていた。
994年にこの集落はヴァイキングによって略奪された。この際にシュターデは "Stethu" として初めて文献に記録されている（ティートマール・フォン・メルゼブルクの『Annales, chronica et historiae aevi Saxonici』に「Stethu にバイキングが来襲した」と書かれている）。1000年頃に天然の港湾地区に現在のアルテ・ハーフェン（旧港）が建設された。当時この都市はわずか5つの市区からなっていた。1区が、現在のプファーデ広場前の、聖ゲオルク修道院がある修道院地区。2区が現在のヘーカー通り沿いの商人地区であった。3区はブレーメン司教の聖ヴィルハーディ司教教会がある司教地区であった。現在の旧市街北部が4区の漁師地区、最後がハルゼフェルト伯の城砦地区であった。それぞれの市区には固有の教会があった。聖ゲオルク教会（修道院地区）、聖コスマエ・エト・ダミアーニ教会（商人地区）、聖ヴィルハーディ教会（司教地区）、聖ニコライ教会（漁師地区）、聖パンクラティー教会（城砦地区）であった。当時、シュターデには伯と司教の2つの勢力があった。
シュターデ伯が断絶した後、シュターデはハインリヒ獅子公の所領となった。権力闘争の末、1180年にはこの町の帰属はブレーメン大司教とヴェルフェン家との間ではっきりしない状態となった。皇帝オットー4世は1209年に開市権や兵役免除の権利とともに都市権をシュターデに与えた。この都市権は1259年にブレーメンがこれを確認している。シュターデはハンザ同盟の創設直後からこのメンバーに参加していた。
1279年に市参事会は「シュターダー・シュタットゥーテン」（シュターデの規則）と呼ばれる制度を制定した。1361年からシュターデは同盟締結の権利を得た。これにより法的にはともかく、事実上、帝国自由都市と同等の地位になった。聖ゲオルク修道院の修道士によってもたらされた宗教改革によってこの街はプロテスタント化された。早くも1522年にはヨハン・ホルマンがルター派の説教を初めて行っている。

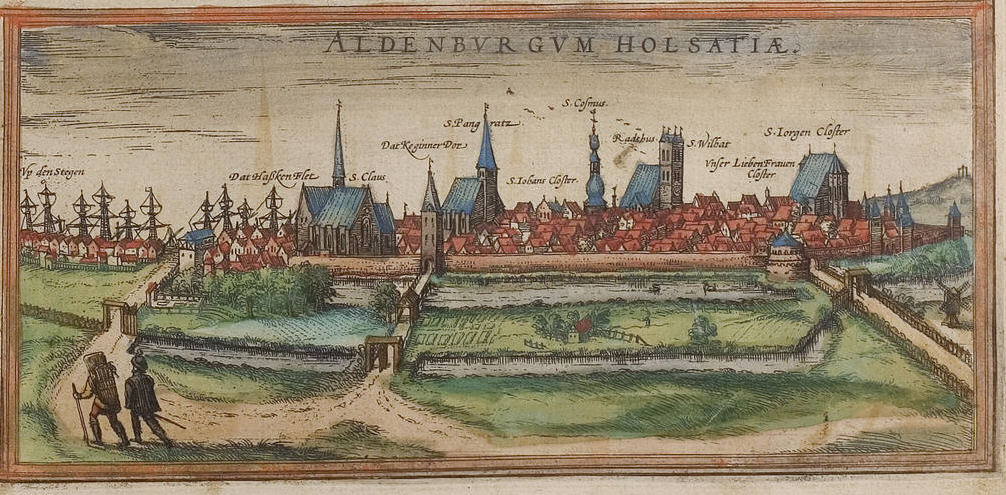
シュターデを描いた1572年のゲオルク・ブラウンの作品

シュターデの最盛期は三十年戦争までであった。1628年にティリー伯がシュターデを占領したが、その直後にスウェーデンがこの街を獲得した。デンマークが一時的に占領した後、1634年にスウェーデンがブレーメン大司教領とともにこの街を最終的に確保し、ヴェストファーレン条約でその領有が公式に認められた。1659年5月26日の大火で都市の2/3が焼失した。その後街は旧来通りに再建された。

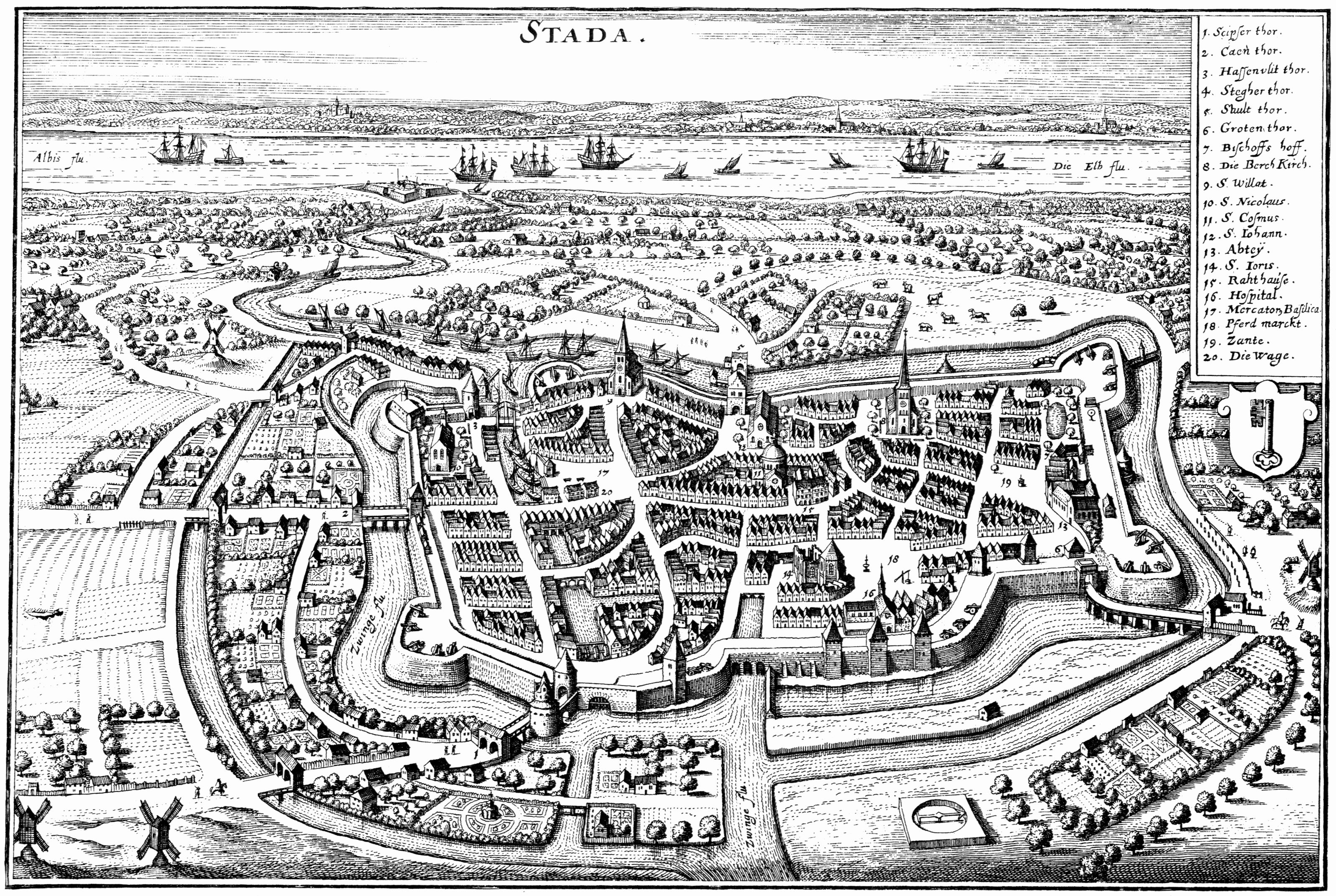
マテウス・メリアンによる1640年頃のシュターデ

スコーネ戦争では、1675年から76年にかけてのスウェーデンのブレーメン＝フェルデン出兵の際に、1676年4月初めから8月13日までスウェーデンの総督の首都として神聖ローマ帝国諸侯およびデンマークの兵に包囲・占領され、1679年までその管理下に置かれた。1679年のサン・ジェルマン条約でシュターデは再びスウェーデン領に戻された。
スウェーデンの支配は1712年に終わった。その後、一時的にデンマーク領となった後、1715年からハノーファー選帝侯領の一部となった。1978年行政管区再編までシュターデはプロイセンの行政機能を担当したシュターデ代官所を引き継いだニーダーザクセンの行政管区本部の所在地であった。また、軍事都市としてもスウェーデン時代以後重きをなした。
1912年から1922年にミッテルラント運河の北端であるブラームシェに至る運河を掘削する計画が立てられた。この運河はアヒム近郊でヴェーザー川を横断し、シュターデ付近でエルベ川に合流する計画であった。この計画は初め「ブラームシェ＝シュターデ運河」、後に「ハンザ運河」と呼ばれた。しかしこの計画は実現されることなく、1950年代に廃案になった。
1970年代に大企業が拠点を構えるまで地域行政と軍隊がシュターデの行政・軍事都市としての性格を決定づけていた。1930年代に造られたシュターデ＝アガーテンブルク軍事基地や1966年にフォン・ゲーベン兵舎と名付けられた軍事施設がこれに関与していたが、1994年に廃止された。その後、跡地に企業が進出し、新たにオッテンベック市区が創設されるなど、旧連邦軍用地の理想的な転換が行われた。

### ハンザ都市
シュターデは終始ハンザ都市であり、その称号を非公式に使い続けていた。2005年からニーダーザクセン州内務省に公式な認可を得る努力が払われた。
最初の要望は拒否されたが、2年間の係争の後 2008年12月にシュターデは公式に「ハンザ都市」の呼称権を獲得した。シュターデは「ハンザ都市」と名乗ることを許された、リューネブルクに次ぐニーダーザクセン州で2番目の都市となった。「提案を改めて評価すると（中略）シュターデの海洋都市としての一貫した性格は証明されており（中略）そのハンザ加盟都市としての歴史は現在においても十分に喧伝するに値する。」とした2008年11月26日付のニーダーザクセン州内務大臣ウーヴェ・シューネマンの文書がシュターデ市長アンドレアス・リークホーフに送られた。
「ハンザ都市」のタイトル公布記念式典はシュターデの都市権獲得800年祭の一環として2009年4月29日に、ニーダーザクセン州首相クリスティアン・ヴルフ臨席で挙行された。

## 行政

### 議会
シュターデの市議会は 41議席からなる。

### 市長
ゼンケ・ハルトレフ (CDU) は、2019年に市長に就任した。

### 紋章
シュターデの紋章は青地に、垂直で歯が右向き（向かって左向き）に置かれた銀の鍵（ブレーメン大司教にちなんだペトロの鍵）である。左右を金のたてがみ、金の翼、赤く突き出した舌を持つグリフィンが支えている。グリフィンは「S.P.Q.S.T.」（Senatus Populusque Stadensis、ラテン語で「シュターデの市議会と市民」の意）と書かれた横断幕の上に乗っている。
紋章の盾部分は13世紀の貨幣に見られる。19世紀になって両側のグリフィンと横断幕が追加された。

### 姉妹都市
- カールスハムン（スウェーデン、ブレーキンゲ県）1984年
- ギバット・シュムエル（イスラエル）1987年
- ゴワダプ（ポーランド、ヴァルミア＝マズールィ県）1998年

1984年6月23日に締結されたシュターデとスウェーデン南部の都市カールスハムンとの姉妹都市協定は、シュターデの現行の姉妹都市協定中最初のものである。シュターデでは1970年から既に不定期ではあったが「スウェーデン週間」が開催されていた。1987年7月16日にはイスラエルの都市ギバット・シュムエルと姉妹都市となった。この都市は、1942年にルーマニアからの移住者らが建設したテルアビブ近郊の都市で、定期的に若者の交換留学を行っている。ポーランド北東部に位置し、ロシアのカリーニングラード州との国境にも近いゴワダプは1983年3月24日にカールスハムンおよびギバット・シュムエルと姉妹都市となった。シュターデとの間でも定期的に交換留学がなされ、さらに作業グループの交換がなされている。この他にアメリカ合衆国コロラド州のレイクウッドとも親しい友好関係にあるが、公式な姉妹都市協定には至っていない。

## 文化と見所

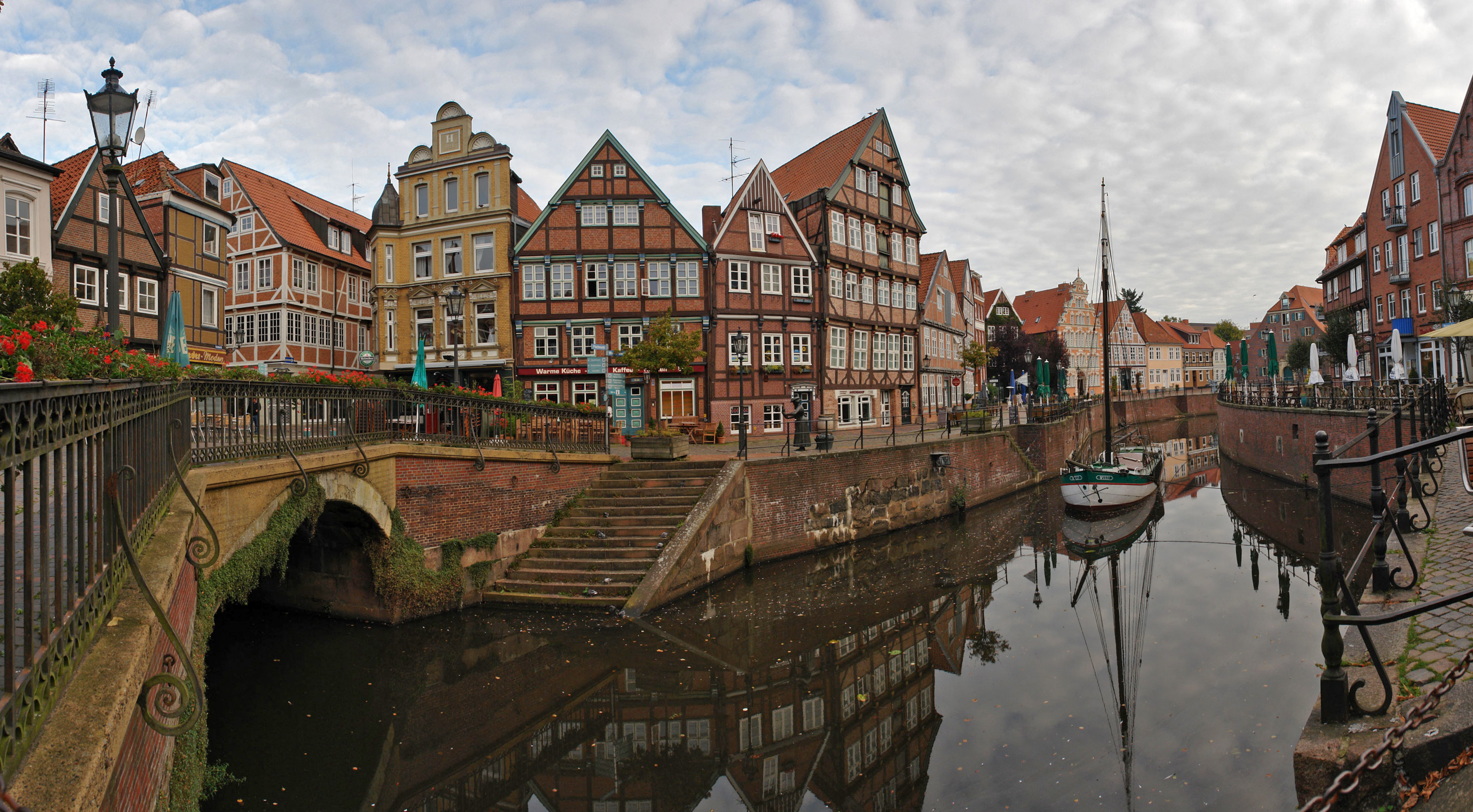
ハンザ港の景観

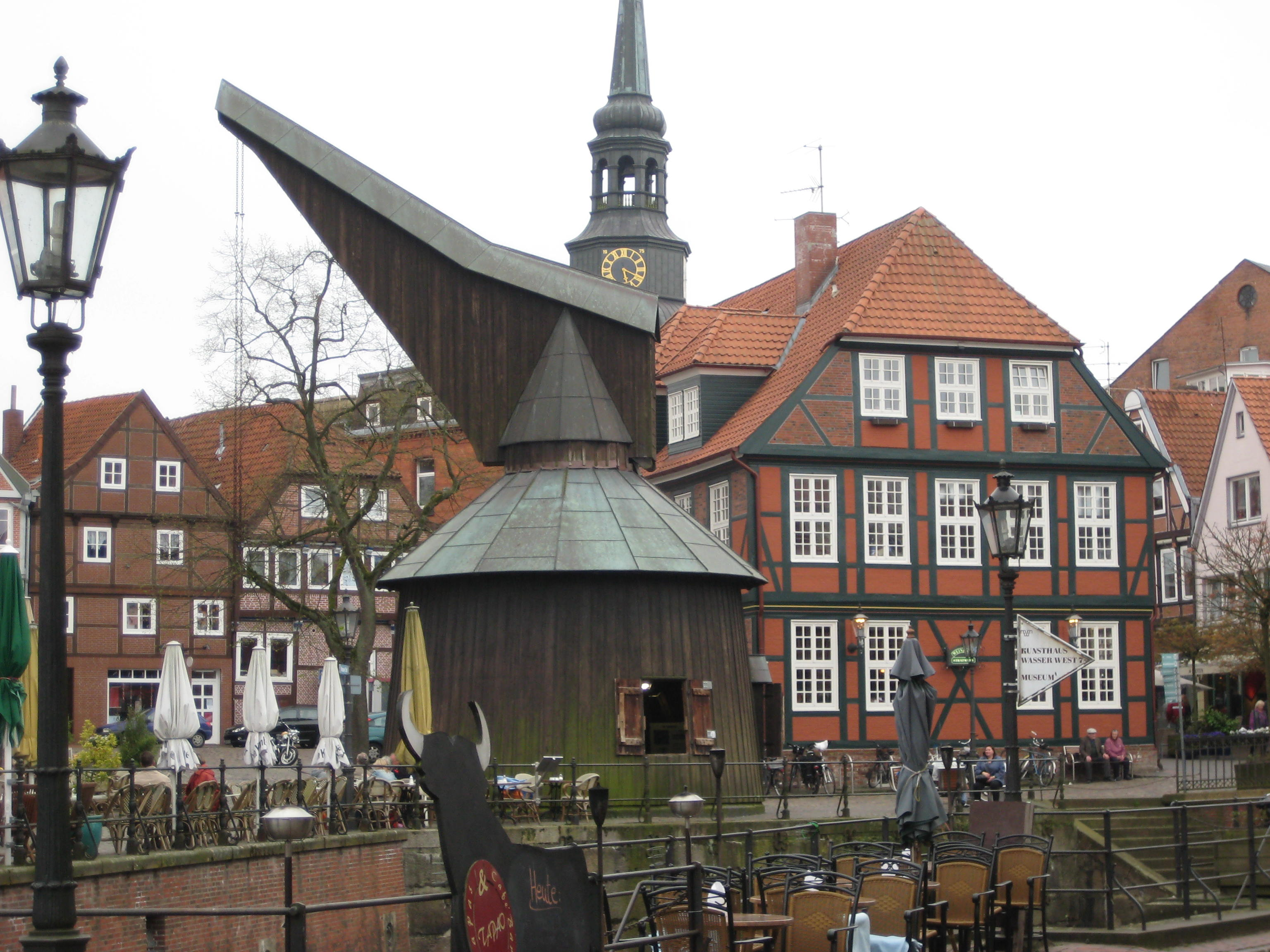
復元された木造クレーン

絵に描いたような木組み建築が建ち並ぶ旧市街の全域が見所であるが、1659年の大火より以前から遺っている建物はほんのわずかである。三十年戦争終結の11年後に起きたこの火事は、市内の建物の2/3を焼いた。いわゆる旧市庁舎はこの大火の後、1667年に建設されたのである。市外内の2つの教会は芸術史・文化史の上で重要なものである。聖コスマエ・エト・ダミアニ教会（多くの場合、単にコスマエ教会と呼ばれる）には、貴重なフス/シュニットガー・オルガンが設置されている。聖ヴィルハーディ教会にはエラスムス・ビールフェルトのオルガンがある。
ハンザ港はこのハンザ都市経済の心臓であった。ここには1977年から博物館として用いられているスウェーデン倉庫がある。ハンザ港沿いにスウェーデン倉庫へ延びる車両通行制限されたアム・ヴァッサー・ヴェスト通りにはルネサンス様式のファサードを持つ市長ヒンツェ邸がある。この他、プロイセンの将軍アウグスト・カール・フォン・ゲーベンが生まれたゲーベン・ハウスもある。
シュターデ港の、かつて1661年建造の塩用クレーンがあった場所に、リューネブルクのクレーンをモデルに木造クレーンが復元された。昔のクレーンは1898年に解体されていた。
ハンザ港の旧計量所も1970年代半ばに取り壊されることになっていた。当時の市当局はハンザ港を埋め立てて公園施設を造る計画を立てていたのである。この建物は1753年にそれまでの建物と建て替えられたもので、19世紀には税関として利用されていた。結局この建物の取り壊しは中止された。現在は改装され、店舗兼住居として用いられている。
プフェルデマルクト（馬市場）に面した旧武器庫は、スウェーデン時代の1697年から1699年に旧聖ゲオルク教会（12世紀創設）の土地に武器庫として建設されたものである。1980年代になるまで映画館、コンサートホール、あるいは劇場として利用されていた。
ブレーメン大司教ゴットフリート・フォン・アルンスベルクは1363年にシュターデで亡くなった。彼は聖ゲオルク教会に埋葬された。彼の墓は現在武器庫の地下ヴォールト内にある。

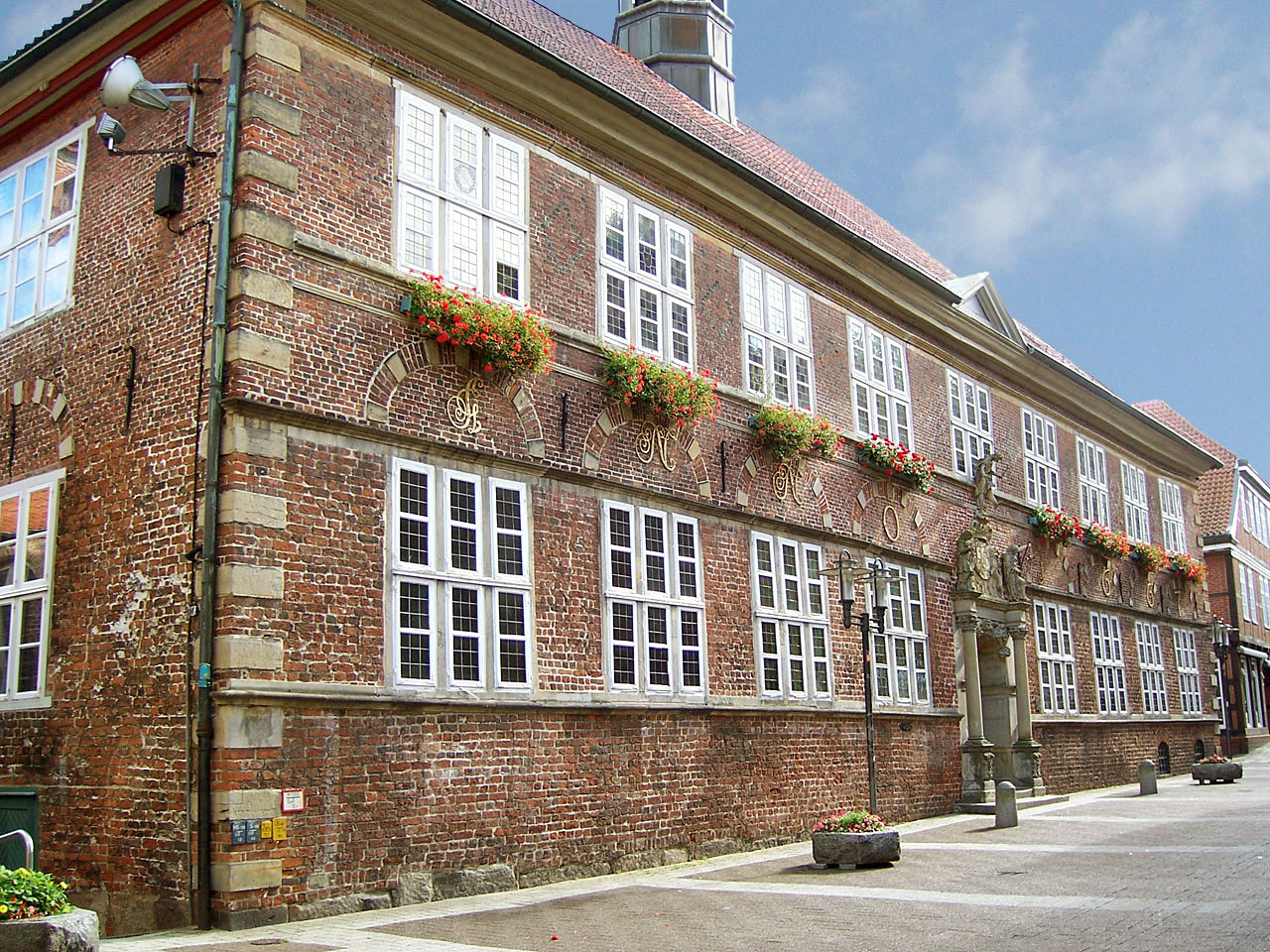
1667年建造の旧市庁舎
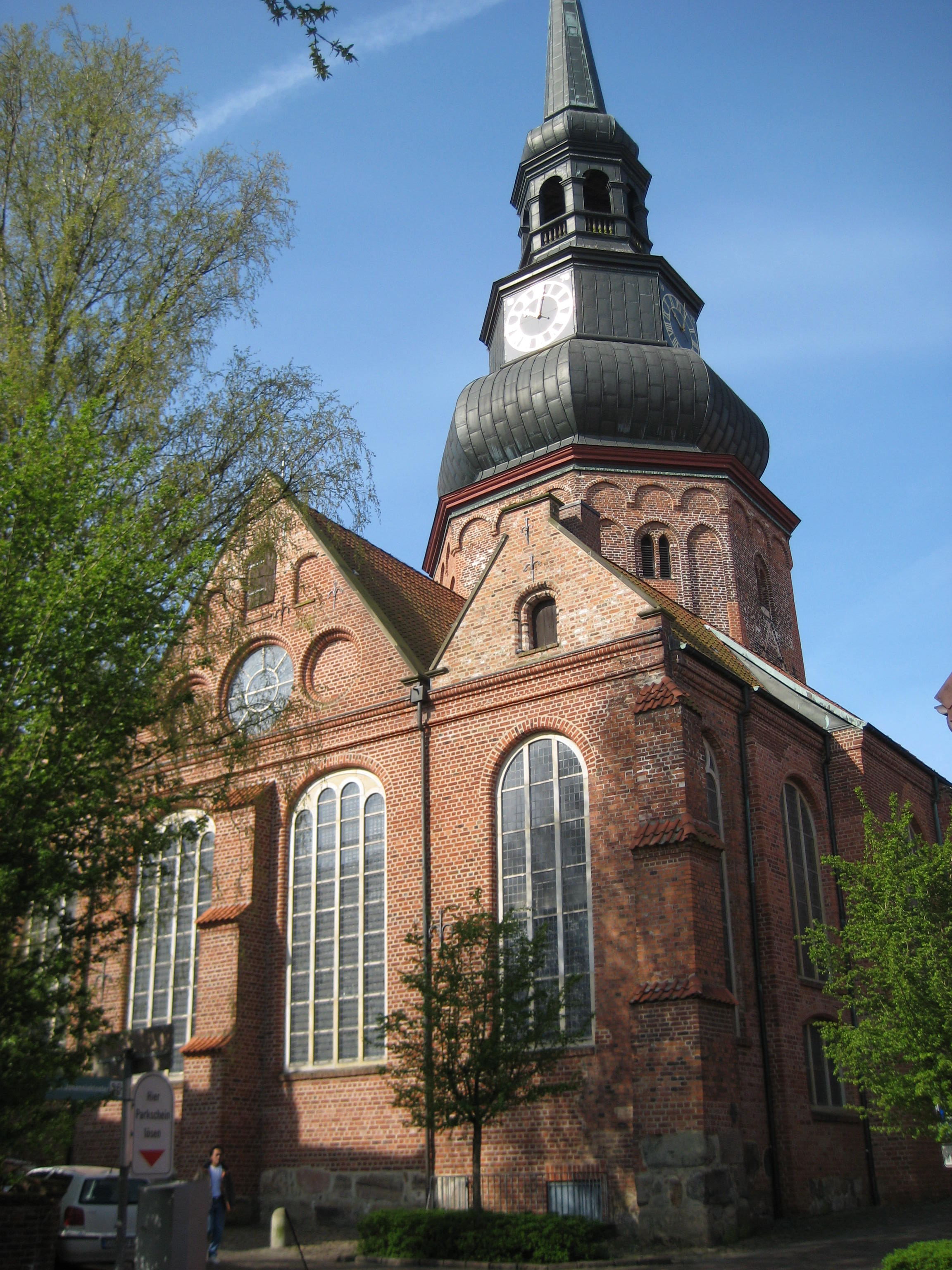
聖コスマエ・エト・ダミアニ教会
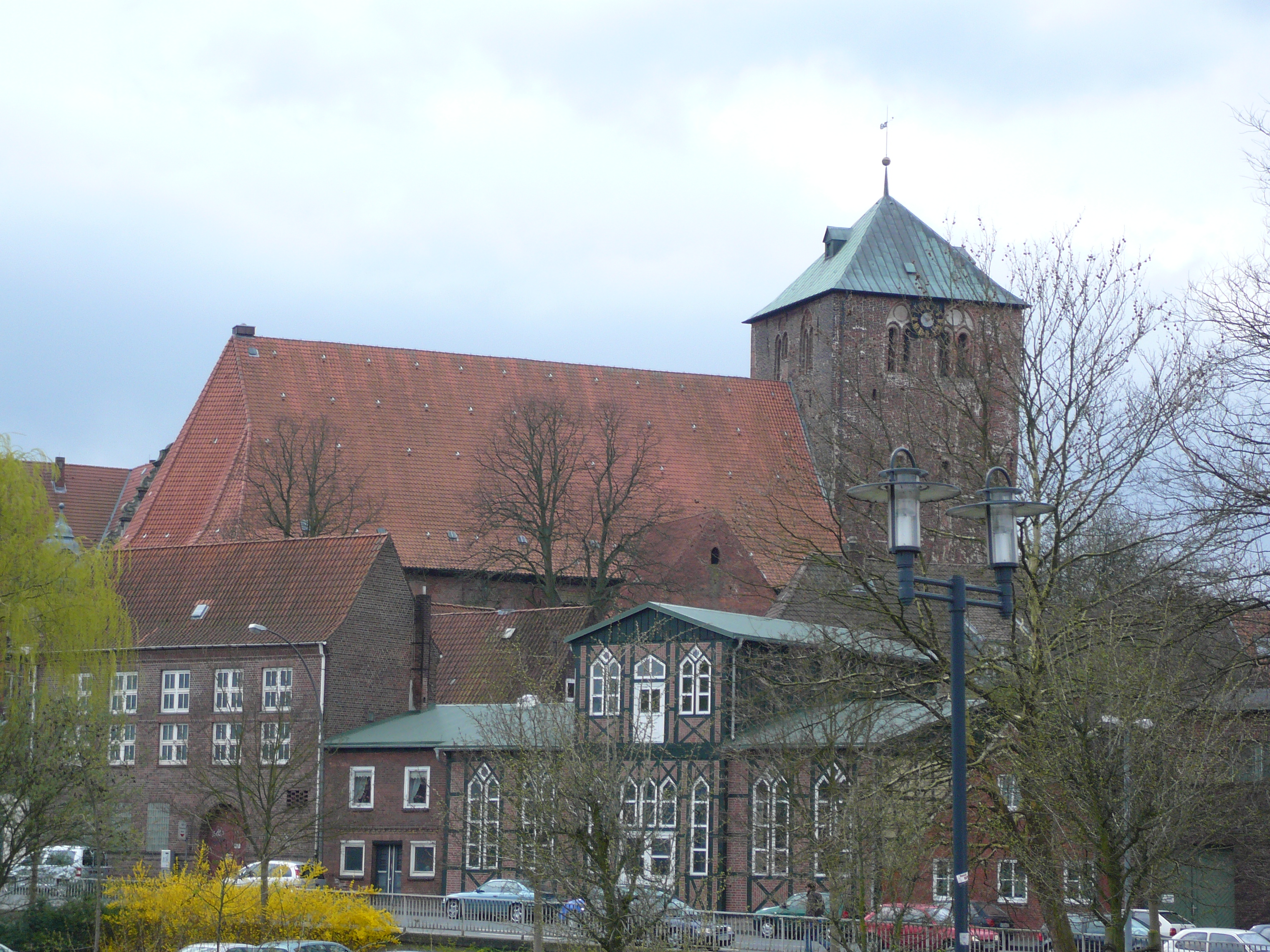
聖ヴィルハーディ教会
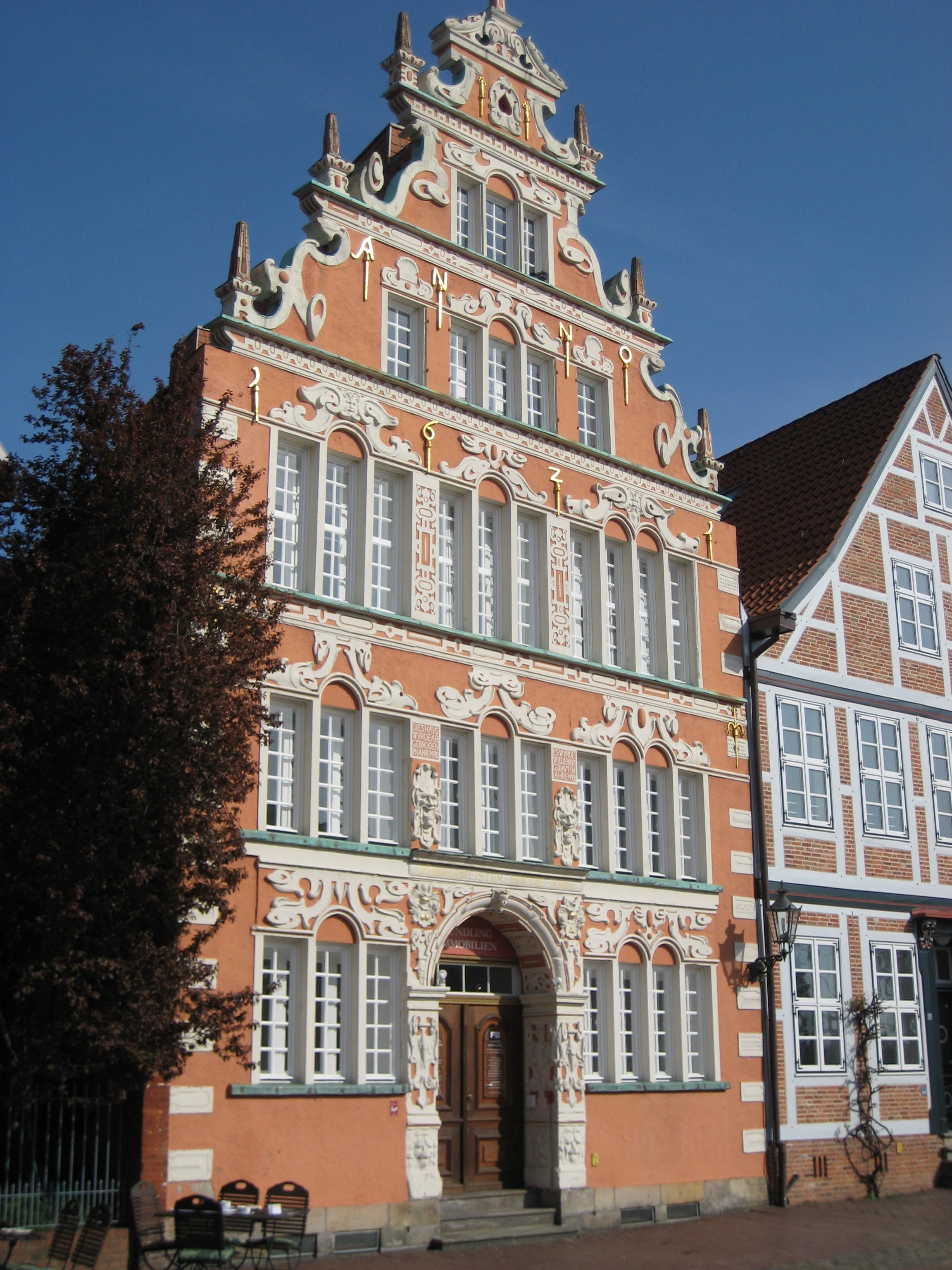
市長ヒンツェ邸
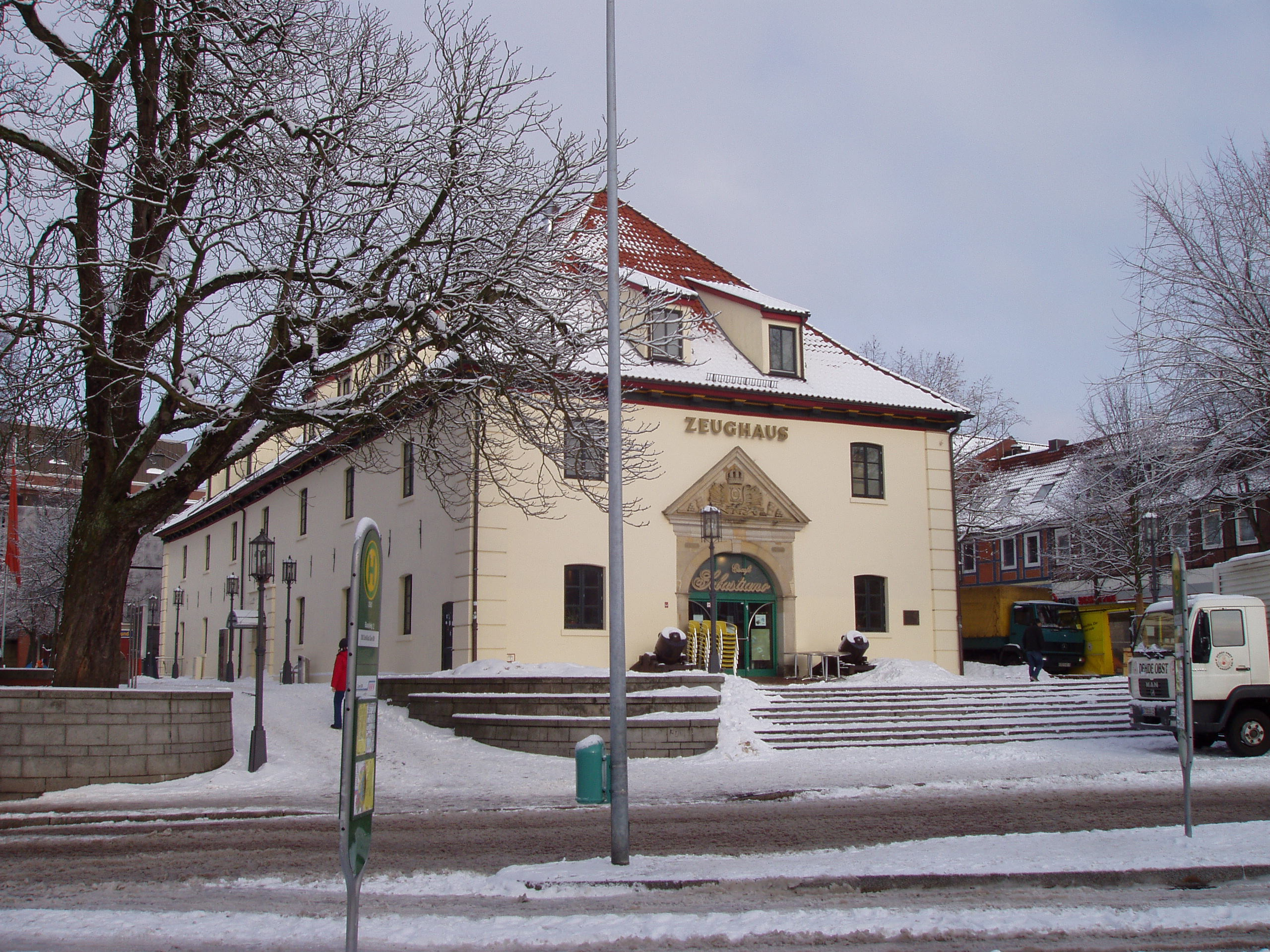
プフェルデマルクトの武器庫
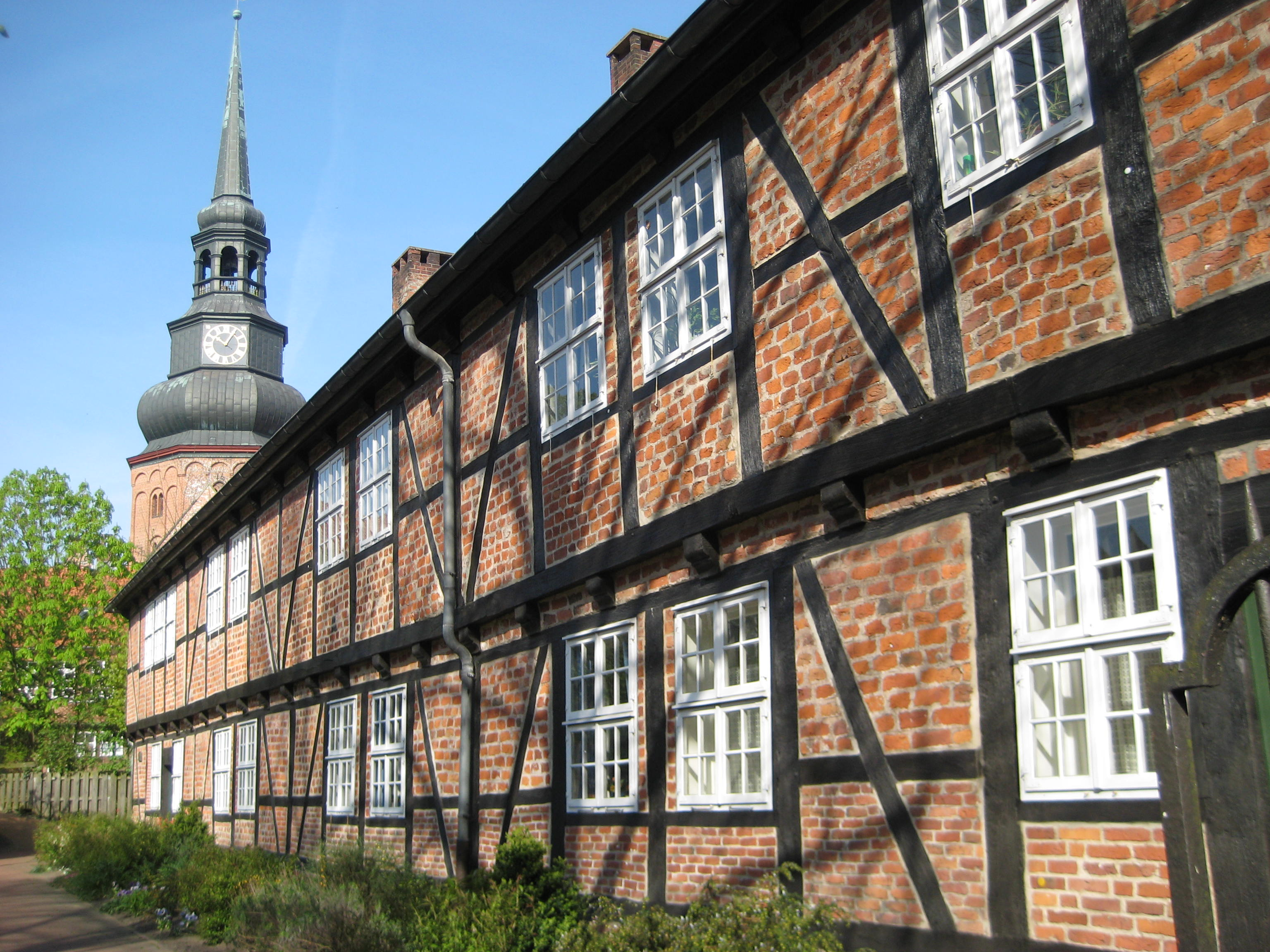
ヨハニス修道院
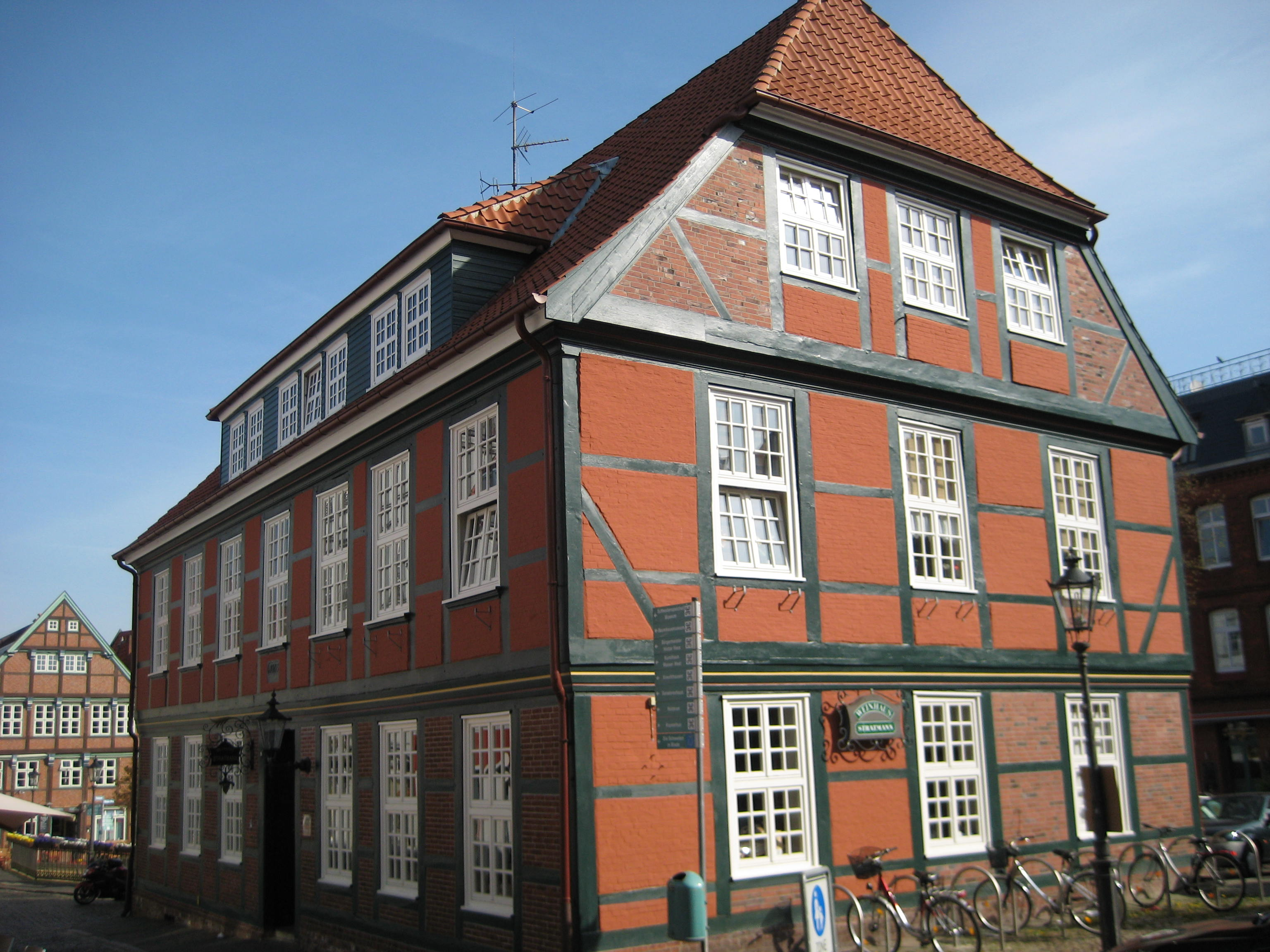
旧税関、1753年建造

### 演劇

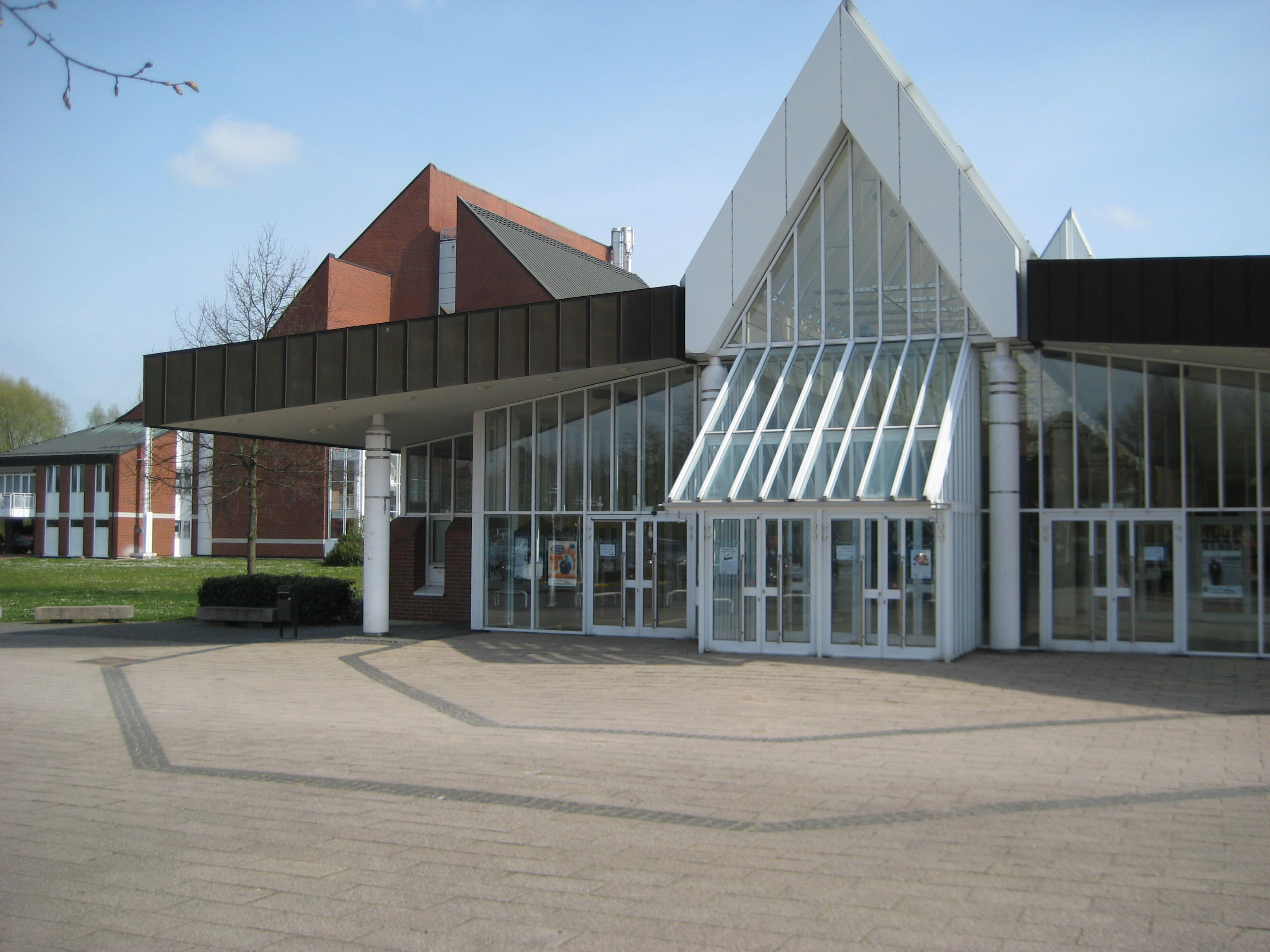
シュタデウム

シュタデウムは1989年に完成した会議・催事施設で、コンサートや演劇上演にも用いられている。シュタデウムには飲食店もある。ヴェストファウシェ・ヴィーゼにあるこの建物のせいで、旧市街に近い近郊保養地が台無しだとの批判があり、議論の的である。すぐ隣には4つ星ホテルが造られている。大型駐車場はシュテデウムの利用者だけでなく、旧市街地を訪れた人も利用している。

### 博物館

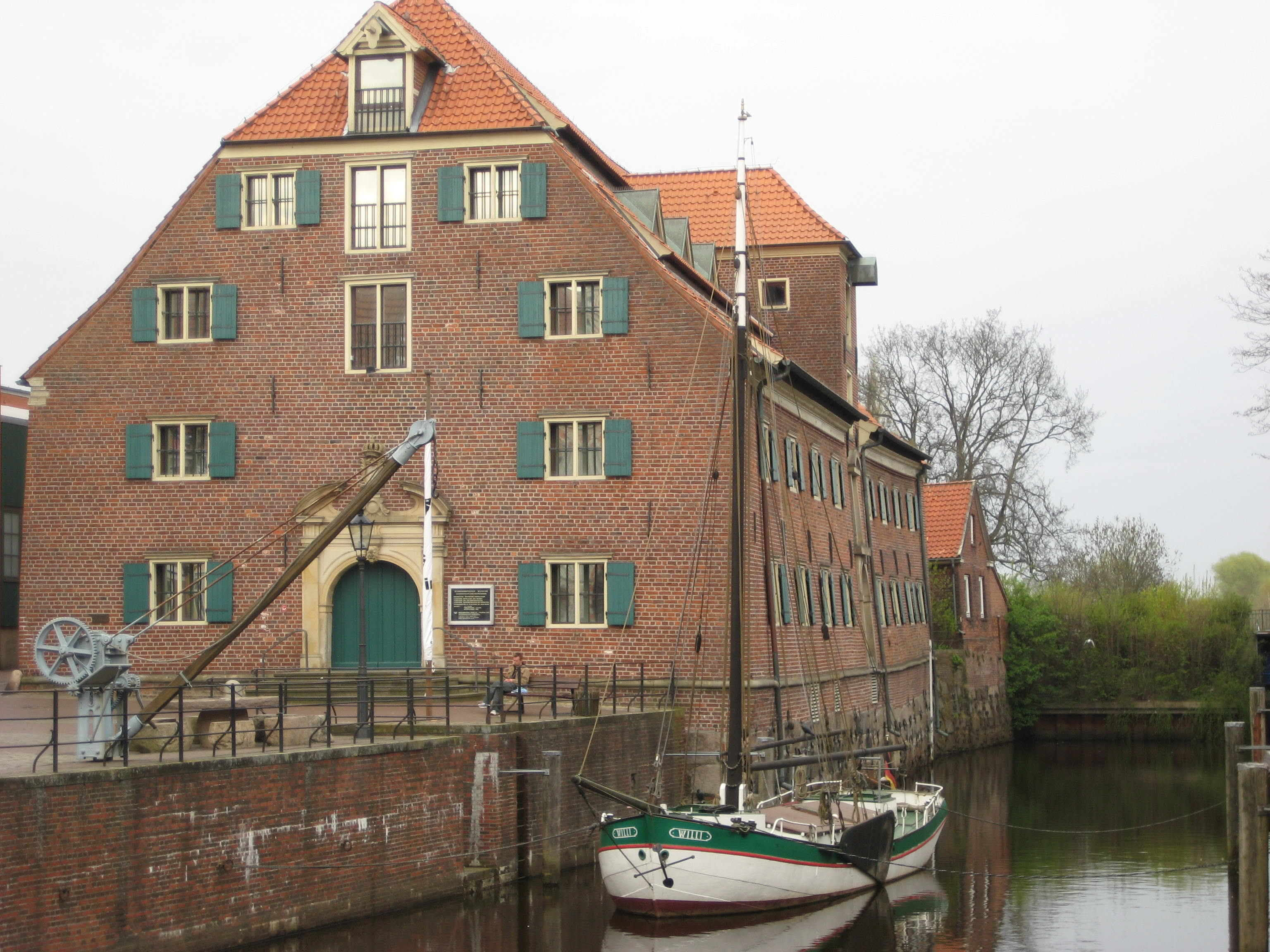
スウェーデン倉庫博物館

- スウェーデン倉庫博物館
- ツリーハウス
- 郷土博物館
- 野外博物館アウフ・デア・インゼル
- 技術・交通博物館
- 博物館船グロインディーク
- グラウアーオルト要塞

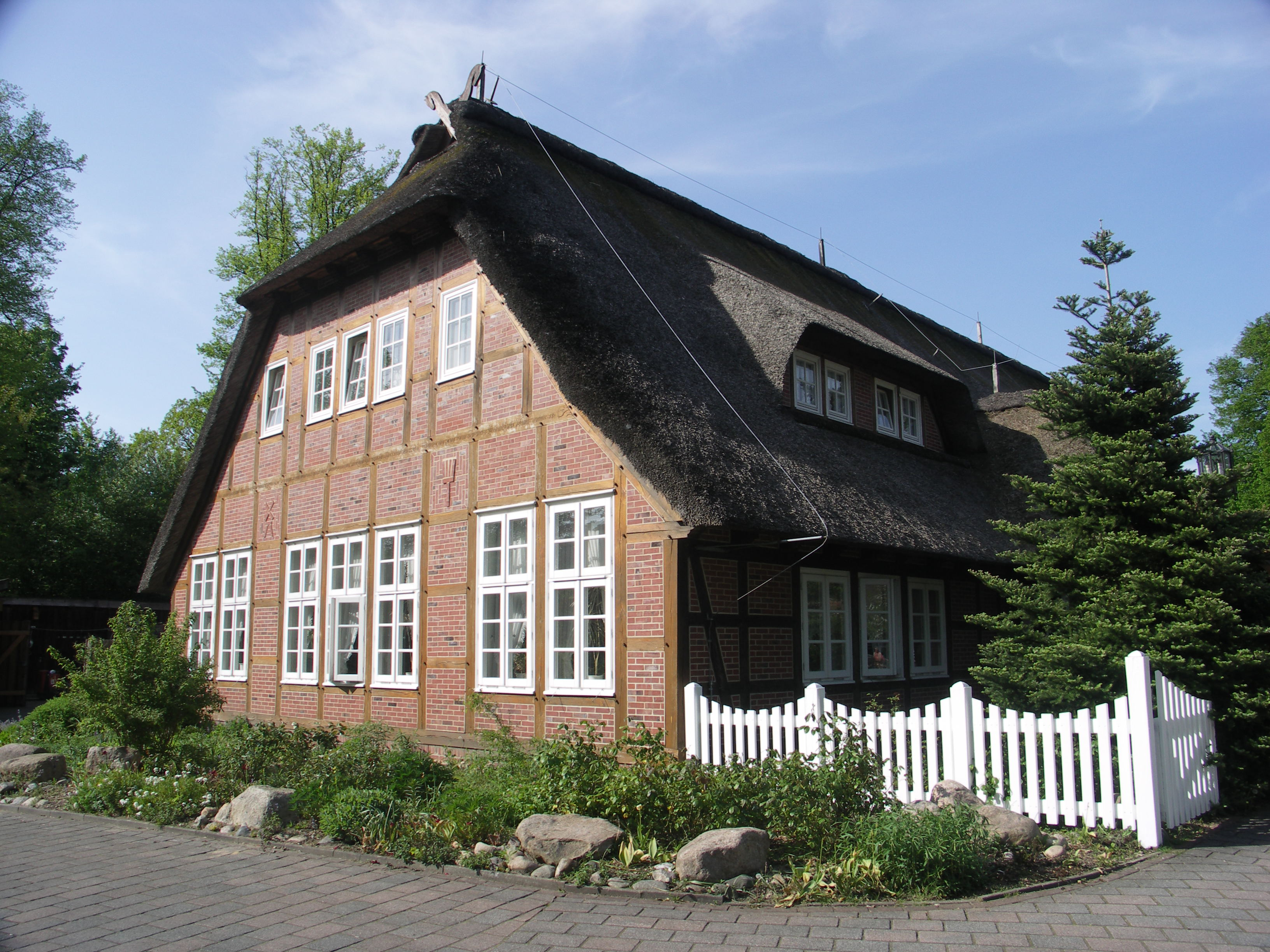
野外博物館アウフ・デア・インゼルに保存されている建築
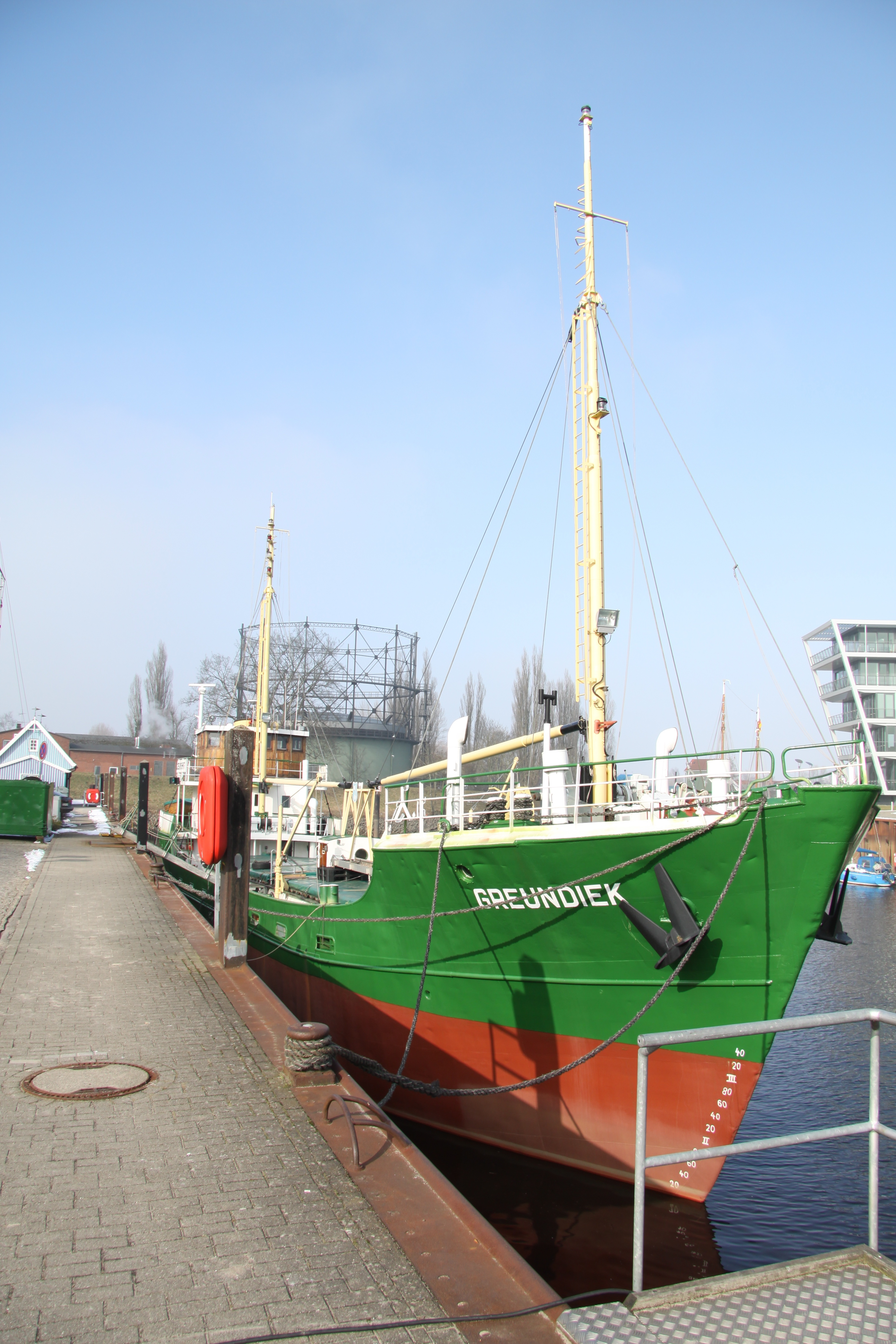
博物館船グロインディーク

### 技術的建造物
シュターデ近くを2つの高圧送電線エルベクロイツング1とエルベクロイツング2がエルベ川を横断している。
市港には保護文化財に指定されている1927年製の港湾クレーンがある。Bamag-Megui（ベルリン）製のこの電動クレーンは元々は移動可能なものであった。このクレーンは2007年春から2008年6月にかけて市の技術博物館で修復がなされた。

### 芸術作品
シュターデ旧市街には歴史的建造物の他にも多くの見所があり、芸術作品巡りも楽しめる。

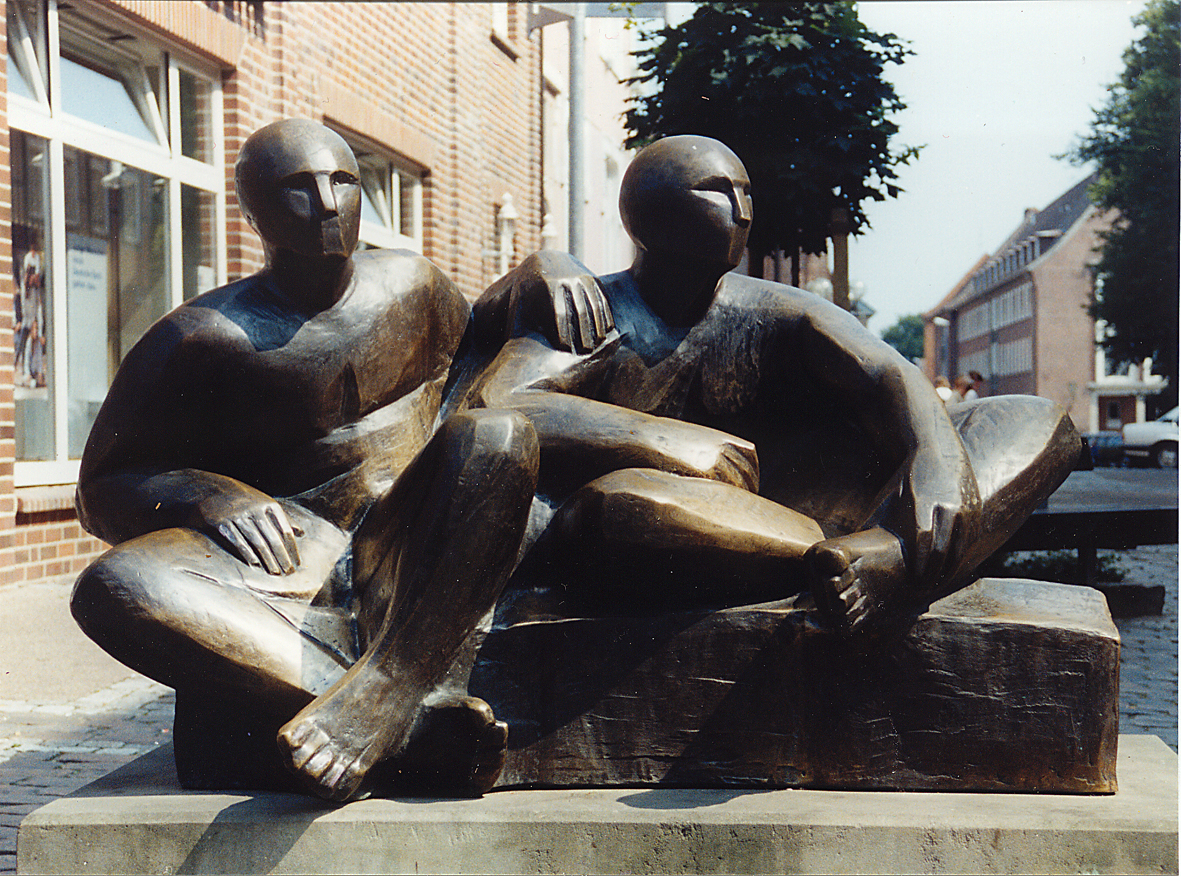
ホルツ通りにあるカルステン・エッガース作の銅像『Die Wachenden』（見張り）
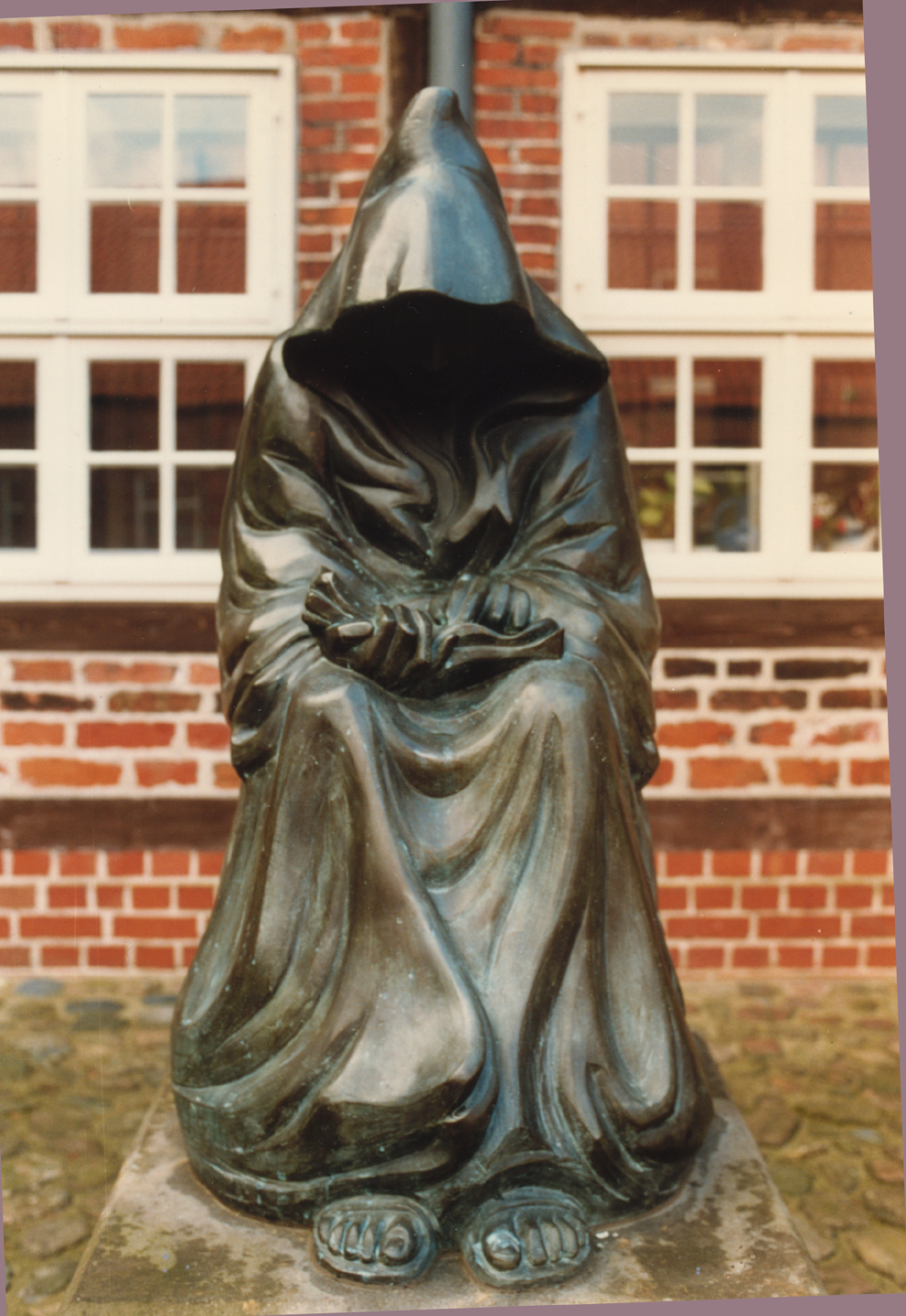
ヨハニス修道院前にあるエッガース作『Lesende Mönch』（読書する修道士）
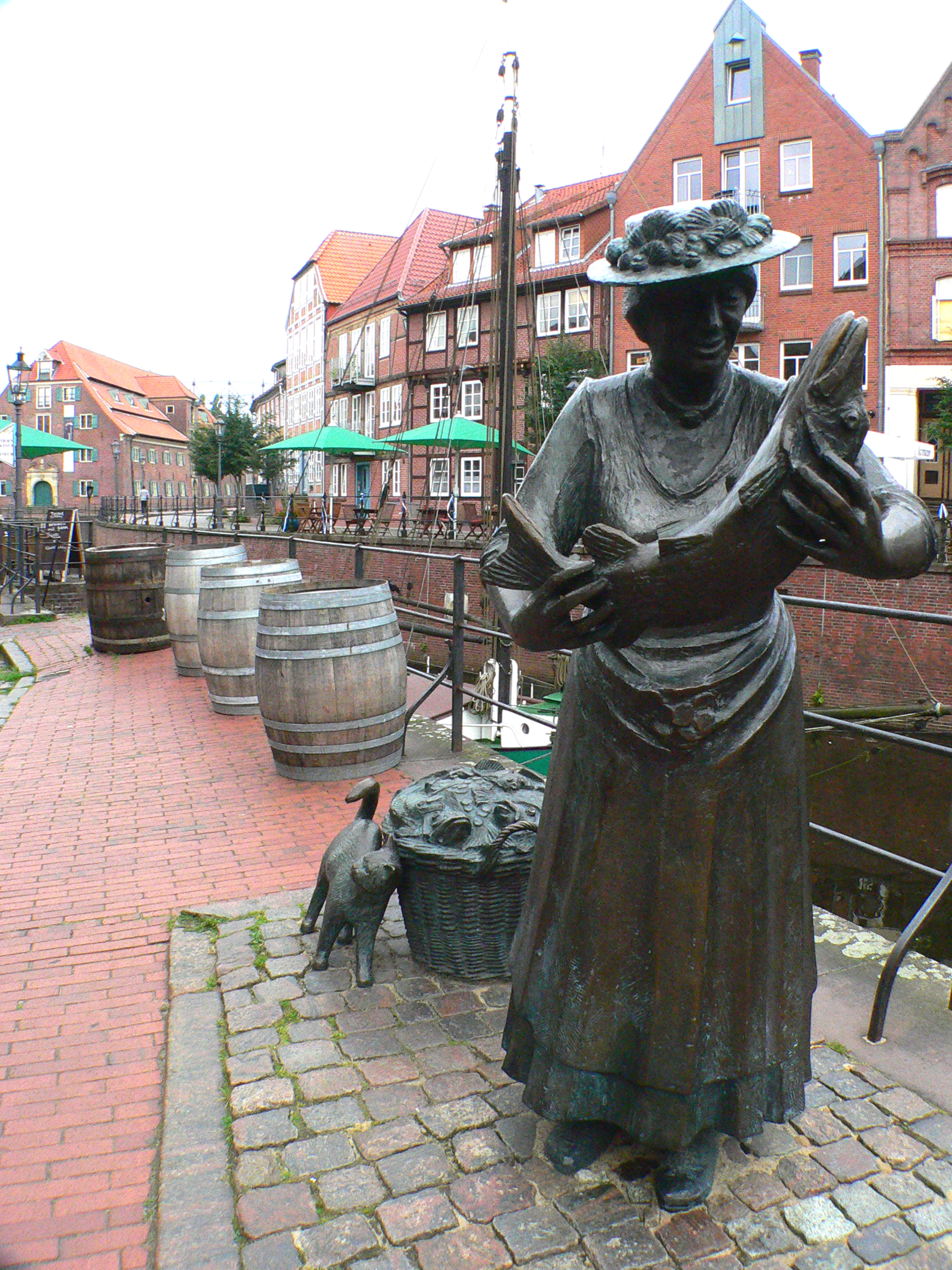
ハンザ港にあるF.ミュラー＝ベネッケ作『Fischfrau』（魚売りの女）

### 兄弟団
シュターデには現在も4つの古い兄弟団がある。そのうち3つは中世後期に成立したもので、最も新しいものは16世紀に創設されている。4つのグループはいずれも共通の商売グループで、成員とその家族の社会福祉を目的としている。彼らのその他の活動は、「恥じる貧民」の保護支援、困窮した人々の救済であった。
最も古い兄弟団は1414年設立のシュターデ聖パンクラティー兄弟団である。これに1439年のシュターデ聖アントニー兄弟団、1482年のバラ十字神の救い兄弟団を加えた3つの兄弟団は、共同の宗教行事を行うグループとして設立された。聖母のミサで貧困者救済の寄付金を集めたのである。宗教改革後、聖母のミサやバラ十字の祈りは廃止された。
宗教改革後の唯一の兄弟団である商人と船乗りの兄弟団は1556年に水夫と穀物商人の組合として設立された。会員は主に海運業者で、17世紀に寄付金集めてトルコの捕虜となった船員を身請けする活動を行った。現在も主にシュターデの商人や自由業者がこれに加盟している。
兄弟団の活動は18世紀に停滞するが、19世紀後半に再び隆盛となり、それぞれ200人近くの会員を擁するまでになった。ナチス時代の言論統制を切り抜け、現在に至るまで様々な方法で社会福祉や文化活動の奨励といった活動を行っている。

## 宗教

### ルター派ハノーファー地方教会
シュターデの住民の60%以上が、プロテスタント・ルター派の聖コスマエ＝ニコライ教会、ヨハニス教会、マルクス教会、聖ヴィルハーディ教会に属している。
シュターデはプロテスタント・ルター派のハノーファー地方教会シュターデ管区の本部所在地である。この管区は、ブレーマーハーフェン教区、ブレーマーフェルデ＝ツェーフェン教区、ブクステフーデ教区、クックスハーフェン教区、シュターデ教区、フェルデン教区、ヴェーザーミュンデ北教区、ヴェーザーミュンデ南教区で構成される。

### ローマ・カトリック教会
カトリック組織には2つの教会がある。聖霊教会と聖ヨーゼフ教会である。カトリックの司祭区はヒルデスハイム司教区に属し、したがってハンブルク北教会管区の一部である。

### その他のキリスト教系宗教
シュターデには多くの自由教会がある。独立福音派ルター教会、ドイツ福音派ルター連盟のバプテスト教会、自由福音派教会、セブンスデー・アドベンチスト教会、新使徒派教会、末日聖徒イエス・キリスト教会（モルモン教）やエホバの証人などである。

### その他の宗教
この他にイスラム教アフマディーヤ教団のモスクや仏教徒のグループがある。

### 旧修道院
- 聖ヨハニス修道院
- 聖マリア修道院（1142年 - 1648年）
- 聖ゲオルク修道院
- 聖霊修道院

## 経済と社会資本

ビュッツフレート産業地区遠望

シュターデには3,500社以上の企業があり、そこで23,000人以上が働いている。エルベ川沿いのシュターデ＝ビュッツフレート産業地区では、ダウ・ドイチュラント、アルミニウム・オクシート・シュターデGmbHといった企業やシュターデ原子力発電所（現在は解体中）で、2,300人以上が働いている。南産業地域では、エアバス・シュターデ工場で2,000人以上が働いている。

### 地元企業

#### 主な企業
- ダウ・ケミカル
- エアバス・ドイチュラントGmbH
- E.ON
- エア・リキード工業ガスGmbH & Co. KG
- エア・プロダクツ & ケミカルズ
- アルミニウム・オクシート・シュターデGmbH
- シュテーラー・アグロケミー
- PROKON ノルト・エナエルギーシステム GmbH
- リンデマン（建築業）
- ハンデルスホーフ（大型ショッピングセンター）

#### エルベ病院
シュターデ市はシュターデ郡と共同でエルベ病院シュターデ＝ブクステフーデGmbHを2001年に設立した。これにより旧シュターデ市立病院と旧郡立ブクステフーデ病院は、この病院に組織上統合された。総病床数は836で、このうち266床がブクステフーデ、570床がシュターデにある。この病院はハンブルク南部周辺の多くの病院が加盟しているエルベ＝ハイデ病院連盟の一員である。

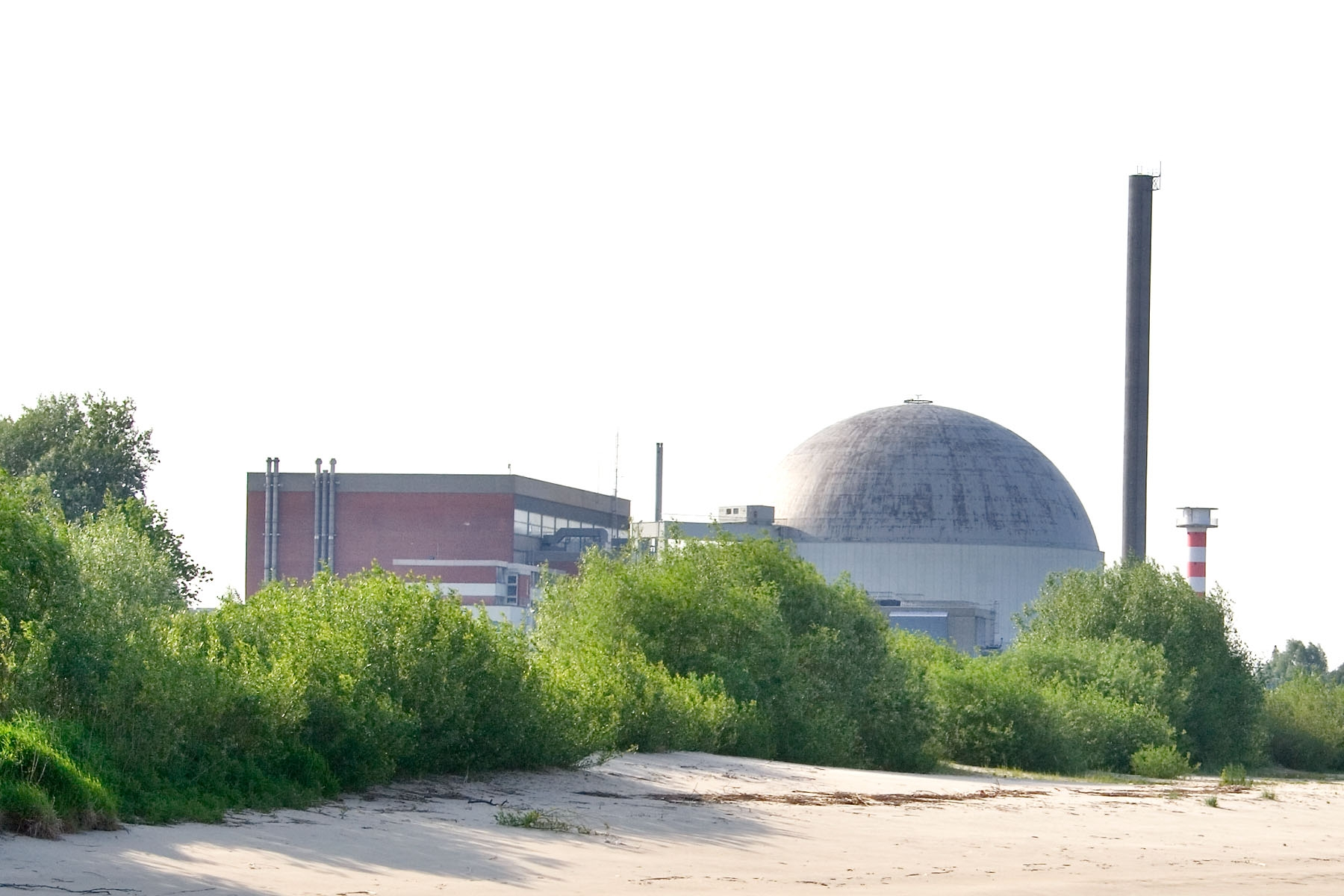
シュターデ原子力発電所

#### 原子力発電所
シュターデ原子力発電所 (KKS) は1972年に稼働を開始した。1984年からはドイツの原子力発電所としては初めて隣接する製塩所へ余熱の供給を行った。製塩所は2003年6月に閉鎖された。これは原子力発電所の動向と関連してのことであったらしい。2003年11月14日、この原子力発電所は経済的理由から停止された。停止前の電力出力は 630 MW であった。この原子力発電所は解体中で、この工事は2015年末に完了する予定である。

#### 発電所
シュターデ近郊には、かつて石油火力発電のシリング発電所もあった。現在はビュッツフレート地区のエルベ川沿いに石炭火力発電所を建設しようとするE.ONの計画がある。GDFスエズ社（現エンジー社）は騒音基準違反やその他様々な環境評価に基づき2010年に石炭火力発電所建設計画を中止し、撤回した。

### 教育

カンパー・ヘーエ実科学校

市内には、一般教養ギムナジウムが、アテナウムとヴィンセント・リューベック・ギムナジウムの2校あり、職能教育のための専門ギムナジウムが4校（専門分野は、情報工学、家政学、社会教育学、経済学）ある。カンパー・ヘーエ実科学校およびホーエンヴェーデル実科学校の2つの実科学校の他、多くの基礎課程学校や本課程学校がある。さらには特殊学校やヴァルドルフ学園、市民大学もある。
職業教育は3つの学校で行われている。BBS I — ヨーベルマン・シューレ（経営、工学、教育分野の専門教育）、BBS II — 商業学習施設（商業の専門教育）、BBS III（農業、園芸、家政学の専門教育）である。
シュターデにあるカール・ディーク・ハウスを会場とする全教職員教育訓練セミナーは全国的に有名である。
2006年からシュターデには私立ゲッティンゲン専門大学シュターデ校がある。ここにはヨーロッパで初めて複合材料専攻の学士・修士コースが設けられた。

### 交通

#### 道路交通
シュターデは連邦道B73号線、B74号線およびアウトバーンA26号線で広域道路網と結ばれている。A26号線は2008年10月21日に開通したのだが、当時はわずか15km先のホルネブルクまでであった。海浜アウトバーンA20号線およびA22号線の拡張が計画されており、これにより工業都市シュターデへのさらなる大企業誘致が進み、また、市内を通り抜ける車両の交通量減少に伴って死亡交通事故が減少することが期待されている。2006年（11月30日まで）の郡内の交通事故による死亡者数は34人で、これによりシュターデ郡はドイツで最も死亡事故の多い地域となった。

シュターデ駅

#### 鉄道
シュターデは鉄道ハンブルク - ハールブルク - ブクステフーデ - クックスハーフェン線沿いに位置している。この路線にはメトロノーム鉄道会社が月曜日から土曜日に1時間ごとに列車を運行している。この列車はドイツ鉄道でレギオナルエクスプレスに相当するもので、ディーゼル車による2階建て車両で運行されている（配色は青 - 黄色）。
シュターデ - ハンブルク間のレギオナルバーンは、2007年からハンブルクSバーンのS3路線として運行している。この列車は特殊な2-システム車両で、シュターデ - ハンブルク＝ノイグラーベン間は架線からの交流、ノイグラーベンからはサイドレールからの直流で走行している。この路線のハンブルク側はピンネベルクまで通じている。Sバーンは日中は1時間ごと、通勤時間帯は20分ごとに運行している。シュターデ - ノイグラーベン間は混み合うことや遅刻、さらには週末の夜にはハンブルクへの足がなくなるといった事で、しばしば批判の対象となっている。
シュターデ - ブレーマーハーフェン線のヘーゼドルフまでの区間では、90年代以降旅客鉄道の定期運行はなされていない。現在は60年代に造られた観光用のレールバスが「モーアエクスプレス」と称して週末にブレーメンまで運行しているだけである。
フライブルク/エルベ経由でイツヴェルデン（ゲーファースドルフ）に至るメーターゲージのケーディンガー・クライス鉄道は1936年に廃止された。

#### バス
バスは主にクラフト交通会社GmbH (KVG) によって運営されている。市内の路線網は月曜日から金曜日まで7路線で、駅またはプフェルデマルクトから放射状に延びている。運行間隔は15分から60分である。夕方には環状路線が運行される。日曜日は2つの路線だけが運行している。

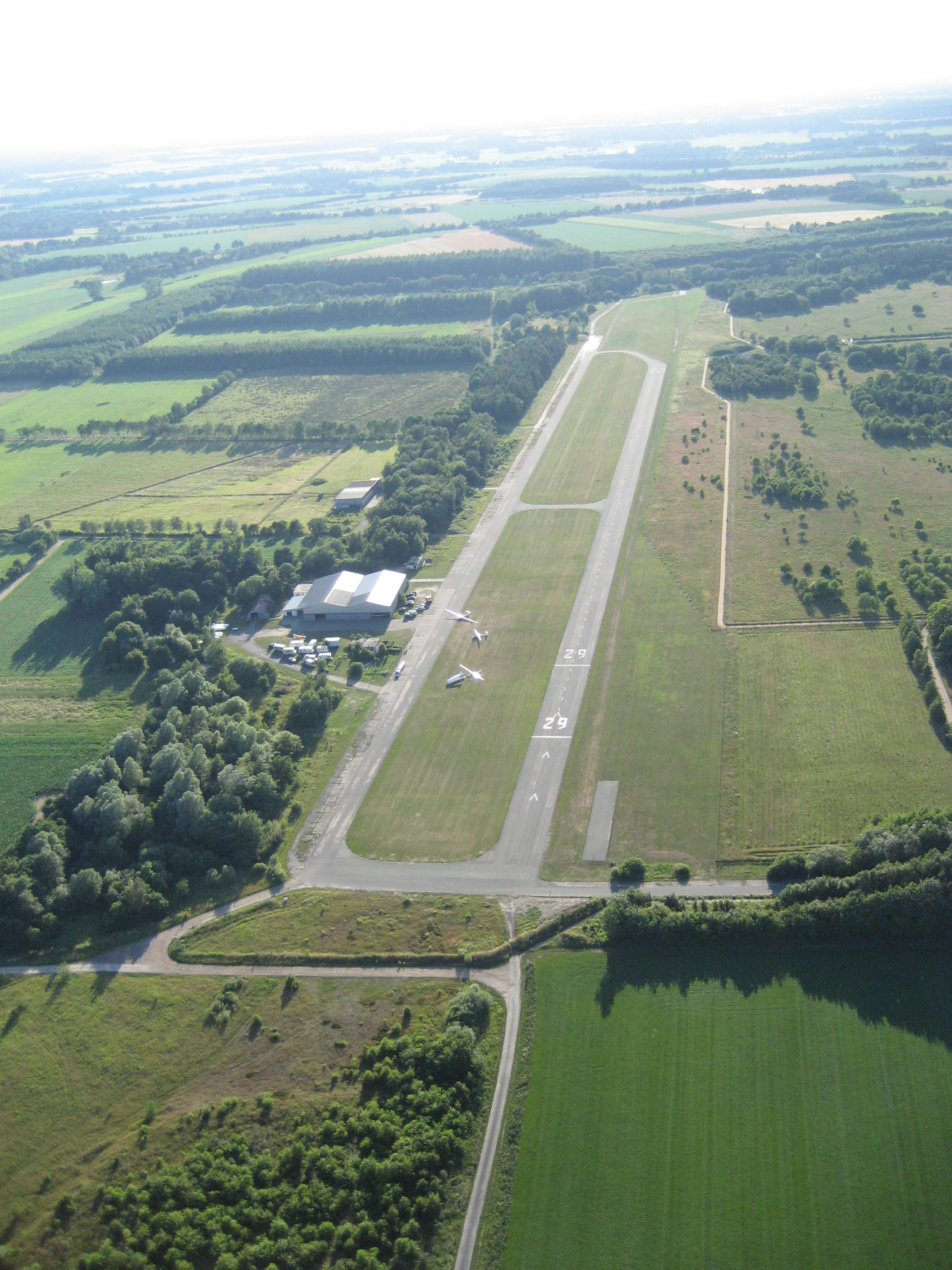
シュターデ飛行場

#### 航空
シュターデのオッテンベック区に小さな飛行場がある。これはグライダーとそれを曳航するための小型機用飛行場である。最寄りの国際空港はハンブルクにある。

#### 港湾
シュターデのビュッツフレート区にシュターデ海洋港がある。この港は北海から60海里離れている。全長270m、喫水14mまでの船がこの港に来航できる。干満の差は3.1mである。この港では主にアルミニウム製品や化学製品の積み降ろしがなされている。両者は港のそれぞれの埠頭で取り扱われる。
2009年現在、ニーダーザクセン・ポーツGmbH & Co. KG によってシュターデ海洋港拡充の第1期工事がなされている。最終的には広大なコンテナ・スペース、バラものの受け容れスペースができる予定である。
シュターデ市はフィッシュマルクト沿いの旧ハンザ港を魅力的な観光地として育成している。
市港は1880年から、特に夏期の半年間についてはレジャーボートの停泊用に供されることとなった。

### 公共施設
- シュターデ職業安定所
- シュターデ区裁判所
- シュターデ社会裁判所
- シュターデ地方裁判所
- シュターデ行政裁判所
- シュターデ労働裁判所
- シュターデ地域防衛隊管理局
- ニーダーザクセン州水利、海浜および自然保護省支所

### メディア

#### 印刷物
シュターデ市およびシュターデ郡では日刊紙としてシュターダー・ターゲブラットが発刊されている。この新聞はシュターデおよびブクステフーデで地方面およびスポーツ面を編集している。広報紙としてはシュターダー・ヴォーヒェンブラットが市場に供されている。

#### インターネット
ハルゼフェルトに本社を置くインターネット配信業者 www.stade-tv.de は2006年からウェブサイトに、シュターデおよびシュターデ郡のスポーツ、レジャー、経済について掲載している。

## 人物

### 出身者
- アウローラ・フォン・ケーニヒスマルク（1662年 - 1728年）アウグスト強健王の愛人で、後にクヴェートリンゲン修道院の女子修道院長となった。
- アウグスト・カール・フォン・ゲーベン（1816年 - 1880年）プロイセンの将軍
- ウルリッヒ・デメジエール（1912年 - 2006年）ドイツ連邦軍総監
- エルンスト=エーベルハルト・ヘル（1887年-1973年）ドイツ国防軍砲兵大将
- シュテファン・アウスト（1946年 - ）ジャーナリスト
- アンゲラ・デノケ（1961年 - ）オペラ歌手
- アンドレアシュ・シュタルケ（1974年 - ）騎手

### ゆかりの人物
- アルベルト・フォン・シュターデ（1264年頃没）シュターデのマリア修道院創設者
- アルプ・シュニットガー（1648年 - 1719年）オルガン製造者。1677年から1682年の修業時代をシュターデで過ごした。
- ヴィンツェント・リューベック（1654年 - 1740年）作曲家、オルガン奏者。1674年から1702年までシュターデでオルガン奏者を務めた。
- ゲオルク・クリストフ・リヒテンベルク（1742年 - 1799年）作家、物理学者
- マックス・フォン・バールフェルト（1856年 - 1936年）プロイセンの将軍、郷土研究家、古銭収集家
- ハインリヒ・アーレンス（1905年 - 1977年）法哲学者。シュターデ市長を務めた。
- リンダ・フレーリヒ（1979年 - ）女子バスケットボール選手

## 引用
1. ↑  Landesamt für Statistik Niedersachsen, LSN-Online Regionaldatenbank, Tabelle A100001G: Fortschreibung des Bevölkerungsstandes, Stand 31. Dezember 2023
2. ↑  Max Mangold, ed (2005). Duden, Aussprachewörterbuch (6 ed.). Dudenverl. p. 742. ISBN 978-3-411-04066-7
3. ↑  「リューネブルクはハンザ都市を自認した」
4. ↑  「シュターデはハンザ都市となった」
5. ↑  ハンザ都市シュターデ — 姉妹都市（2010年4月8日 内容確認）
6. ↑  技術文化財 1927年製のシュターデ港クレーン
7. ↑  E.ON原子力発電によるシュターデ原子力発電所の停止と解体について
8. ↑  私立応用科学大学